# Конкен
Конкен (нім. Konken) — громада в Німеччині, розташована в землі Рейнланд-Пфальц. Входить до складу району Кузель. Складова частина об'єднання громад Кузель.
Площа — 7,04 км2. Населення становить 830 ос. (станом на 31 грудня 2020).